# Satyrus scylla
Satyrus scylla är en fjärilsart som beskrevs av Butler 1867. Satyrus scylla ingår i släktet Satyrus och familjen praktfjärilar. Inga underarter finns listade.